# Juan 11

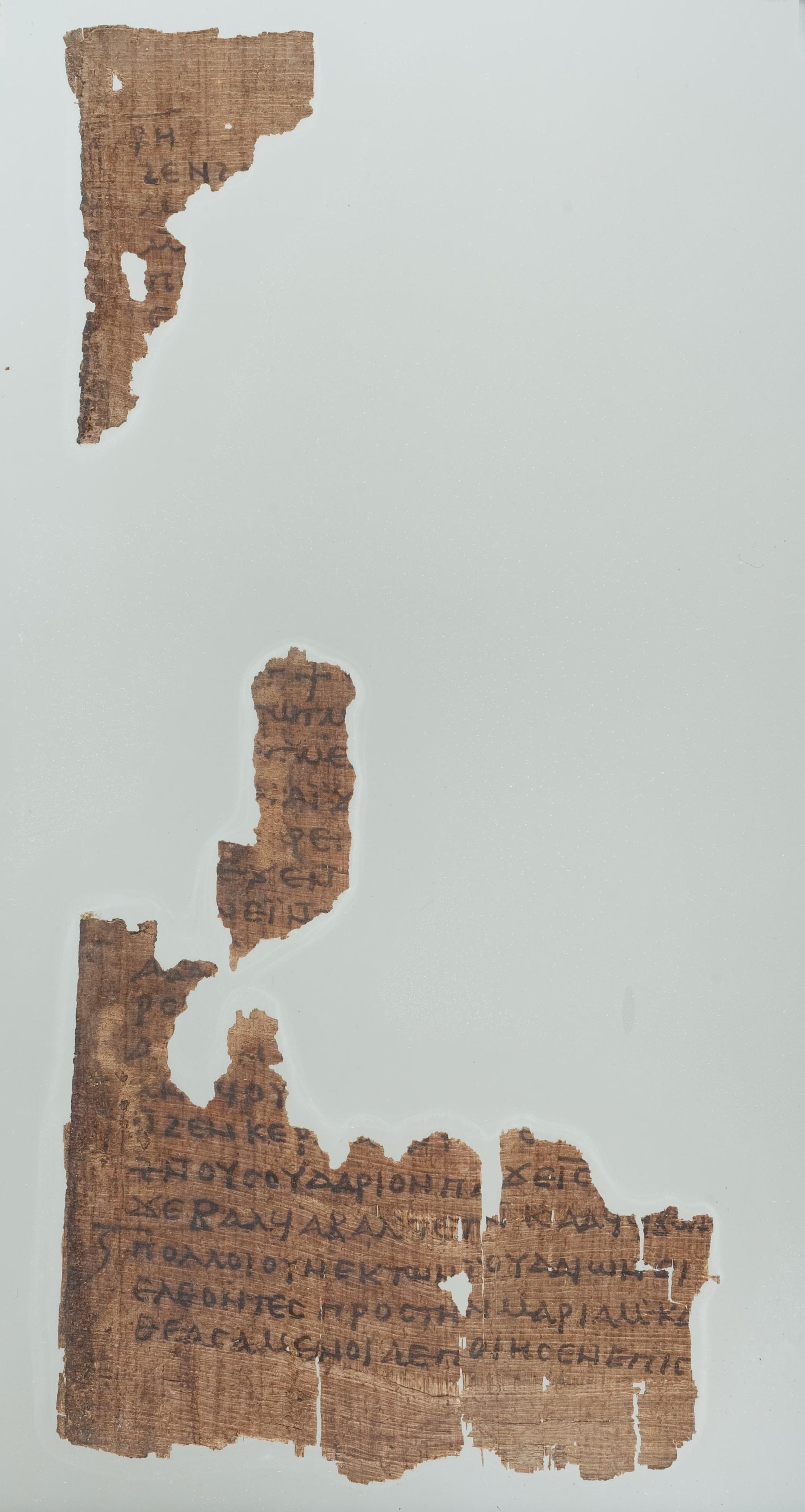
Juan 11:45 en Papiro 6, escrito hacia el año 350 d. C.

Juan 11 es el undécimo capítulo del Evangelio de Juan del Nuevo Testamento de la Biblia cristiana. En él se recoge la resurrección de Lázaro de entre los muertos, un milagro de Jesús, y el posterior desarrollo del complot de los sumos sacerdotes y fariseos contra Jesús. El autor del libro que contiene este capítulo es anónimo, pero la tradición cristiana primitiva afirmó uniformemente que Juan compuso este Evangelio.

## Texto
El texto original fue escrito en griego koiné. Este capítulo está dividido en 57 Versículos. Algunos manuscritos bíblicos tempranos que contienen el texto de este capítulo son: 
- Papiro 75 (175-225 d. C.)
- Papiro 66 (c. 200).
- Codex Vaticanus (325-350)
- Papiro 6 (c. 350; Versículos existentes en griego: 1-8, 45-52; en copto: todos)[3]
- Codex Sinaiticus (330-360)
- Codex Bezae (c. 400)
- Codex Alexandrinus (400-440)
- Codex Ephraemi Rescriptus (c. 450; existen los Versículos 8-46)
- Papiro 59 (siglo VII; se conservan los Versículos 40-52).

## Lugares
Los acontecimientos registrados en este capítulo se refieren a los siguientes lugares:
- El lado oriental del río Jordán, «el lugar donde Juan el Bautista bautizaba al principio». (Juan 10:40-42)
- Betania (Juan 11:1), a unos 15 estadios (15 furlongs o 2 sillas) de Jerusalén (Juan 11:18)
- Jerusalén, donde cabe suponer que se reunía el Sanedrín de los Jefes Sacerdotes y Fariseos (Juan 11:47), y donde la gente empezaba a reunirse por la inminente Pascua (Juan 11:55).
- Efraín en el desierto, donde Jesús y sus discípulos se quedaron para evitar las conspiraciones de los fariseos y los jefes de los sacerdotes (Juan 11:54).

## Comentario general
En esta parte del Evangelio de Juan, Jesús se presenta como la «resurrección y la vida». Este capítulo es particularmente significativo porque no solo revela una de las identidades más profundas de Jesús, sino que también se sitúa en el contexto de la inminente Pascua judía, que el evangelista conecta simbólicamente con la muerte y resurrección de Cristo, elementos centrales de la fe cristiana.
En este pasaje, la fe de Marta se destaca como un modelo de confianza en Jesús, incluso ante la muerte de su hermano Lázaro. La declaración de Jesús como "la resurrección y la vida" subraya que aquellos que creen en Él tendrán vida eterna, incluso si mueren físicamente.
Por otro lado, la reacción negativa de las autoridades judías, que planean la muerte de Jesús, muestra el conflicto que su ministerio provocó entre los líderes religiosos de la época. Este momento marca el inicio de los eventos que culminarán en la pasión, muerte y resurrección de Jesús, lo que el evangelista vincula con la celebración de la Pascua, dando a entender que estos sucesos son el cumplimiento de la redención prometida.
El comentario subraya la conexión entre la Pascua judía y la Pascua cristiana, donde la primera se ve como un preludio o anuncio de la obra redentora de Cristo.

## Lázaro

### Presentación de Lázaro (Versículo 1)
Un hombre estaba enfermo, Lázaro, de Betania, la ciudad de María y de su hermana Marta». (11:1)
Juan 10 terminaba con Jesús abandonando Jerusalén ante la amenaza de los judíos de apedrearlo, y viajando hacia el este del río Jordán. La introducción por parte del evangelista de Lázaro de Betania en este punto (Juan 11:1) lleva a la discusión sobre si Jesús debe regresar a Judea (Jerusalén) ante la creciente conspiración contra Él. María y su hermana Marta parecen haber sido más conocidas que su hermano Lázaro, ya que éste es presentado haciendo referencia a ellas. Por ello, el teólogo Joseph Benson sugiere que «es probable [que] Lázaro fuera más joven que sus hermanas».

### Conexión entre la unción de los pies, María y Lázaro (Versículo 2)

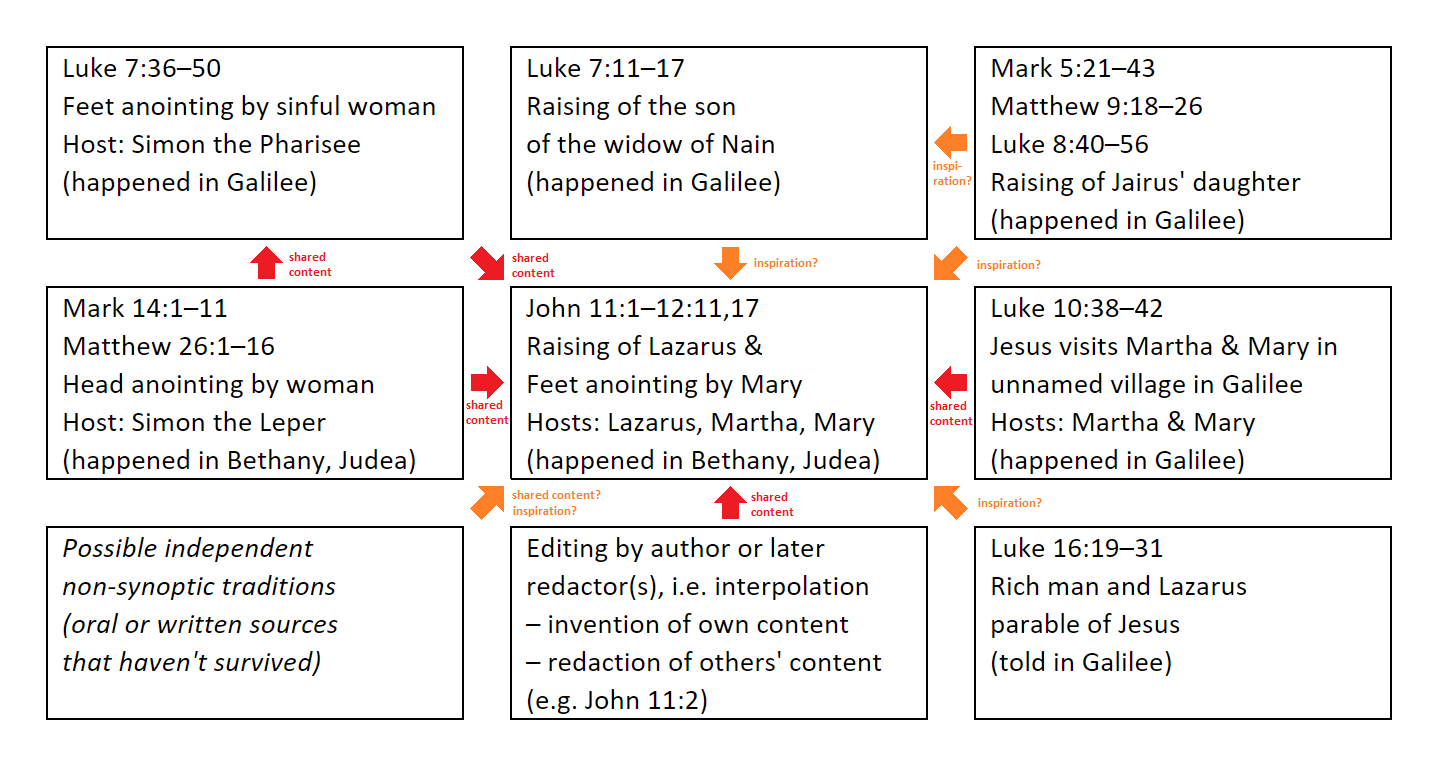
Los estudiosos del Nuevo Testamento han intentado explicar cómo se compuso probablemente la historia de Lázaro

.
(Esta María, cuyo hermano Lázaro yacía ahora enfermo, era la misma que derramó perfume sobre el Señor y le secó los pies con sus cabellos.) (11:2)
El Versículo 2, que muchas traducciones ponen entre paréntesis, está en el centro de mucha controversia académica. Estudios del Nuevo Testamento intentan establecer cómo la narración de Juan de la resurrección de Lázaro y la posterior unción de los pies de Jesús por María de Betania (Juan 11: 1-12:11,17) se compuso tratando de explicar sus aparentes relaciones con las tradiciones textuales más antiguas de los Evangelios sinópticos (Marcos, Mateo y Lucas). La autoría de Juan parece haber combinado elementos de varias historias -aparentemente no relacionadas en un principio- en una sola narración. Entre ellas se encuentran la unción de la cabeza de Jesús por una mujer sin nombre en Betania (Marcos 14, Mateo 26), la unción de los pies (y enjugado del cabello) de Jesús por una mujer pecadora en Galilea (Lucas 7; es posible que los dos primeros tengan un origen común, ya que el relato lucano procede probablemente de Marcos), Visita de Jesús a Marta y María en un pueblo galileo sin nombre (Lucas 10), la parábola de Jesús del rico epulón y el pobre Lázaro (Lucas 16), y posiblemente otras que implican la milagrosa resurrección de muertos por parte de Jesús (la resurrección de la hija de Jairo y la resurrección del hijo de la viuda de Naín). Mientras tanto, otros elementos fueron eliminados o sustituidos; por ejemplo, Simón el leproso/Simón el fariseo fue sustituido por Lázaro como anfitrión de la fiesta en honor de Jesús, y Betania en Judea fue elegida como escenario, mientras que la mayoría de los elementos de la narración de Juan corresponden a tradiciones que los sinópticos sitúan en Galilea. Los eruditos prestan especial atención al Versículo 11:2 (y el Versículo NKJV), que puede representar un esfuerzo del autor o de una expurgación para subrayar una conexión entre estas historias que, sin embargo, no se encuentra en los evangelios canónicos más antiguos.  Señalan además que la unción real no se narrará hasta el Versículo Juan 12: 3, y que ni María, ni Marta, ni el pueblo de estas hermanas, ni ninguna unción se menciona en el Evangelio de Juan antes de este punto, sugiriendo que el autor (o redactor) asume que los lectores ya tienen conocimiento de estos personajes, esta ubicación y este evento, y quiere decirles que estos estaban conectados (que aparentemente sabía que los lectores no sabían/creían comúnmente todavía) mucho antes de dar a los lectores más detalles. Elser y Piper (2006) postularon que el Versículo Juan 11:2 es una prueba de que el autor del Evangelio de Juan mezcló deliberadamente varias tradiciones en un «audaz intento (...) de reelaborar la memoria colectiva del movimiento crístico». El autor no se esforzó por dar un relato históricamente exacto de lo que había sucedido, sino que, con fines teológicos, combinó varias narraciones existentes para construir a Lázaro, María y Marta de Betania como una familia cristiana prototípica, cuyo ejemplo deben seguir los cristianos.

### Versículo 3
Por lo tanto, las hermanas enviaron a Él, diciendo: «Señor, he aquí, el que Tú amas está enfermo»
Las hermanas envían mensajeros a Jesús, por lo que su ubicación no puede haber sido del todo secreta, «esperando firmemente que él, que había curado a tantos extraños, viniera de buena gana a dar salud a alguien a quien amaba tan tiernamente». Las palabras de su mensaje hacían referencia únicamente a la enfermedad de Lázaro, dejando sin expresar, pero «para ser inferido, el consecuente, “”por tanto, venid en nuestra ayuda“”». Johann Bengel señala que Juan a menudo espera que el lector haga tales inferencias, como en Juan 3 {{{2}}}: «Cuando quisieron vino, la madre de Jesús le dijo: 'No tienen vino' [dejando el consecuente sin expresar, pero implícito: Alíviales tú]».Los comentaristas en general entienden que las hermanas esperaban que Jesús viniera a Betania a pesar del peligro personal para sí mismo, con el que sus discípulos estaban más preocupados (Juan 11: 8), aunque el teólogo John Nelson Darby señala que «podría haber dicho la palabra, como en el caso de la curación del criado del centurión, y de la curación del hijo de un funcionario real al principio de este Evangelio (Juan 4:46-53)».  El amor de Jesús por Lázaro es advertido por los judíos en el Versículo 36.

### Doce horas en el día (Versículos 8-10)
En respuesta a las preocupaciones de los discípulos sobre el regreso de Jesús a Judea, donde muy recientemente (en griego νῦν, nun), 'just now' (English Standard Version) o 'lately' (New King James Version) los judíos habían querido apedrearlo, Él respondió:
«¿No tiene el día doce horas? Si alguno anda de día, no tropieza, porque ve la luz de este mundo. Pero si alguno anda de noche, tropieza, porque la luz no está en él.” (11:9–10)
El νῦν muestra que no llevaban mucho tiempo en Perea, al este del Jordán.«Los judíos dividían las día desde la salida hasta la puesta del sol en doce partes iguales».  Heinrich Meyer sugiere que «el sentido de la respuesta alegórica es este: 'El tiempo que Dios me ha señalado para trabajar aún no ha transcurrido; mientras dure, nadie podrá hacerme nada; pero cuando se acabe, caeré en manos de mis enemigos, como el que camina de noche y tropieza porque no tiene luz'. De este modo, Jesús hace a un lado la ansiedad de sus discípulos, por un lado, dirigiendo su atención al hecho de que, como su tiempo aún no ha expirado, Él está a salvo de los peligros presentidos; y, por otro, recordándoles (Juan 11:10) que debe hacer uso del tiempo que le ha sido asignado, antes de que llegue a su fin».

### Ubicación de Betania (Versículo 18)
Betania estaba cerca de Jerusalén, como a quince estadios
El evangelista dice a sus lectores dónde está Betania en relación con Jerusalén: 15 estadios o (griego: 15 estadio) son aproximadamente 2 millas (3,2 km). Algunas traducciones dicen ««ni siquiera dos millas»». Esta Betania se distingue claramente de la Betania más allá del Jordán donde bautizó Juan el Bautista, mencionada en Juan 1:28.

### Diálogo entre Jesús y Marta (Versículos 20-27)
25Jesús le dijo (a Marta): «Yo soy la resurrección y la vida. El que cree en mí, aunque muera, vivirá”.
26"Y todo el que vive y cree en Mí, no morirá jamás. ¿Creéis en esto?”
En el Versículo 27, «Marta expresa una fe completa en Jesús»:
«Sí, Señor, creo que tú eres el Mesías, el Hijo de Dios, el que se esperaba que viniera al mundo.»
Esta es «la fe que el propio evangelista quiere promover», y que es su único propósito al componer su evangelio:
Estos milagros se han escrito para que creáis que Jesús es el Mesías, el Hijo de Dios, y para que tengáis vida creyendo en él.

### Jesús lloró (Versículo 33-37)

#### Versículo 35
Jesús lloró

## Resurrección de Lázaro (Versículo 38-44)

### Comentario
El milagro de la resurrección de Lázaro, que simboliza nuestra futura resurrección, demuestra el poder de Jesús sobre la muerte. El evangelista primero describe las circunstancias que rodean el evento y el diálogo entre Jesús y las hermanas de Lázaro, seguido por la resurrección de Lázaro, que había muerto cuatro días antes. Betania, el lugar de los hechos, estaba a unos 3 km de Jerusalén. Jesús solía visitar la casa de esta familia cercana en los días previos a su pasión, y Juan resalta los sentimientos de afecto de Jesús hacia ellos, así como su conocimiento anticipado de los eventos. En la conversación con Marta, Jesús se revela como «la Resurrección y la Vida», mostrando que su triunfo sobre la muerte es la causa de la resurrección de todos y que Él otorga a los creyentes la vida divina, la cual culminará en la vida eterna.
Por ello, los cristianos pueden afirmar: 

La vida de los que en Ti creemos, Señor, no termina, se transforma; y, al deshacerse nuestra morada terrenal, adquirimos una mansión eterna en el cielo.

La fe de Marta es un ejemplo para nosotros: para resucitar y vivir con Cristo, es necesario creer en Él. Los profundos sentimientos de Jesús se reflejan en sus lágrimas por Lázaro, que constituye el versículo más breve de la Biblia. Esta breve mención subraya la humanidad de Jesús y su amor por la humanidad. Josemaría Escrivá destaca que Jesús es nuestro Amigo, con un corazón humano que lloró por Lázaro y que nos ama tanto como a él.
Antes de realizar el milagro, Jesús pronuncia una oración de acción de gracias. Esta oración, en la que agradece al Padre por escucharle, revela la constancia con la que Jesús ora y nos enseña cómo debemos orar: con espíritu filial y gratitud por las bendiciones recibidas. Según el Catecismo de la Iglesia Católica, la oración de Jesús nos muestra que debemos centrarnos más en el Dador que en los dones, pues Él es el verdadero "tesoro" (n. 2604).
Agustín de Hipona interpreta la resurrección de Lázaro como una alegoría del Sacramento de la Penitencia: 

...así como Lázaro salió de la tumba, quien se confiesa sale de su estado de pecado. Aunque aún esté atado por sus pecados, las palabras de Jesús a los ministros: «Desatadle y dejadle andar», indican que lo que se perdona en la tierra será perdonado en el cielo (Mateo 18,18

Los «lienzos y vendas» con que Lázaro estaba atado reflejan la costumbre judía de amortajar a los difuntos, similar al proceso egipcio pero sin la extracción de vísceras.

## El complot para matar a Jesús
Versículos Juan 10:45-57 amplían la amenaza de matar a Jesús que se ha ido desarrollando a lo largo de varios capítulos: Juan 5:16-18 y Juan 7:1 relatan la intención de los judíos de matarlo cuando se presentara la oportunidad; los Versículos Juan 8:59 y Juan 10:31 indican una acción más impulsiva: «tomaron piedras... para apedrearlo». Según el Versículo Juan 11:47, «los sumos sacerdotes y los fariseos reunieron un concilio» (en griego συνέδριον, synedrion o Sanedrín). René Kieffer señala que «la principal preocupación del concilio es evitar la destrucción del lugar santo (que en la época en que escribió el evangelista ya había ocurrido)».

### Versículos 50-52
«No os dais cuenta de que es mejor para vosotros que muera un hombre por el pueblo a que perezca toda la nación.»
Caifás, el sumo sacerdote judío de «aquel año», insta al consejo a sacrificar a un hombre para salvar a toda la nación. «Mejor, o conveniente, para vosotros» se traduce como “mejor para nosotros” o “conveniente para nosotros” en el Textus Receptus y en algunas traducciones al español. El evangelista describe las palabras de Caifás como una profecía: Jesús moriría por la nación judía, y no sólo por esa nación sino también por los hijos de Dios dispersos, para reunirlos y hacerlos uno.  Meyer señala que profetizó «involuntariamente». Raymond E. Brown comenta que esto dice más de lo que el propio Caifás pretendía, pero (con ironía dramática) no menos de lo que pretendía el escritor del Evangelio. La intención de reunir a los hijos de Dios en uno se refleja en las propias palabras de Jesús en la oración sacerdotal, «para que todos sean uno» (Juan 17:21).

## Retirada de Jesús a Efraín (Versículo 54)
Por eso Jesús ya no andaba abiertamente entre los judíos, sino que se fue de allí al campo, cerca del desierto, a una ciudad llamada Efraín, y allí se quedó con sus discípulos.'
La Nueva Biblia del rey Jacobo y la World English Bible llaman a Efraín «ciudad», mientras que la New International Version y la New Living Translation la llaman «aldea». Eusebio sitúa Efraín 8 millas (12,9 km) al noreste de Jerusalén, mientras que Jerónimo lo sitúa 20 millas (32,2 km) al noreste; ambos lo hacen igual que Efrón. El arzobispo irlandés John McEvilly sugiere que el tiempo que Jesús pasó aquí fue un período de preparación para la próximos acontecimientos detallados en los capítulos siguientes del Evangelio.

## Versículos 56-57
Seguían buscando a Jesús, y mientras estaban en los atrios del templo se preguntaban unos a otros: «¿Qué os parece? ¿No vendrá a la fiesta?”
McEvilly afirma que

Se discute quiénes eran los que así hablaban, si los amigos o los enemigos de nuestro Señor. Lo más probable es que estos últimos, como se desprende de las siguientes palabras (Versículo 57): Los principales sacerdotes y los fariseos habían dado un mandamiento, etc.

En Juan 12:12, es «la gran multitud que había venido para la fiesta» la que oye y responde a la confirmación de que «está en camino».

### Comentario
En este pasaje, Jesús se presenta nuevamente como un signo de contradicción: mientras algunos creen en Él, otros lo denuncian. Las palabras de Caifás, que Juan interpreta con un doble sentido, aluden a la formación del «nuevo Israel», la Iglesia, a través de la muerte de Cristo en la cruz. De este modo, uno de los últimos sumos sacerdotes de la Antigua Alianza profetiza la llegada del Sumo Sacerdote de la Nueva Alianza, quien sellará esta con su propia Sangre.
Cuando San Juan menciona que Cristo moriría «para reunir a los hijos de Dios que estaban dispersos», está haciendo referencia a| las enseñanzas de Jesús sobre los efectos salvíficos de su muerte. Los profetas ya habían anunciado que los israelitas fieles serían congregados para formar el nuevo pueblo de Israel. Estos anuncios se cumplen con la muerte de Cristo, quien, al ser elevado en la cruz, atrae y reúne al verdadero Pueblo de Dios, compuesto por todos los creyentes, independientemente de su origen étnico.

Todos los hombres están invitados al nuevo Pueblo de Dios. Por eso este pueblo, uno y único, ha de extenderse por todo el mundo a través de todos los siglos, para que así se cumpla el designio de Dios, que en el principio creó una única naturaleza humana y decidió reunir a sus hijos dispersos. Para ello, en efecto, envió Dios a su Hijo, a quien nombró heredero de todo, para que sea Maestro, Rey y Sacerdote de todos, Cabeza del pueblo nuevo y universal de los hijos de Dios.

En el siglo IV, Juan Crisóstomo explicaba a sus fieles la catolicidad de la Iglesia con estas palabras: 

¿Qué quiere decir para reunir los que estaban cerca y los que estaban dispersos? Que los hizo un solo cuerpo. Quien reside en Roma sabe que los cristianos de la India son miembros suyos. 

«Efraím». No se sabe con certeza donde se encuentra. Algunos la sitúan a unos 20 km al nordeste de Jerusalén. La referencia a la Pascua sirve para preparar los acontecimientos que se narran a continuación y subrayan que Cristo es la verdadera y definitiva Pascua.